# Christodoulos al Atenei
Christodoulos al Atenei (greacă: Χριστόδουλος) (n. 16 ianuarie 1939, Xanthi, d. 28 ianuarie 2008, Atena), a fost un arhiepiscop grec, întâistătătorul Bisericii Ortodoxe Autocefale a Greciei.

## Date biografice
Christos Paraskevaides (greacă: Χρήστος Παρασκευαΐδης) s-a născut la Xanthi, în nordul Greciei.
În anul 1962 a obținut o diplomă în drept, iar în 1967 alta în teologie. Ulterior își va lua și doctoratul în teologie.
În 1961 devine diacon, iar în anul 1965 este hirotonit preot. Timp de nouă ani a fost preot în parohia Adormirea Maicii Domnului de la Palaio Phalero, lângă Atena, iar apoi timp de șapte ani a fost secretarul Sfântului Sinod, un post cheie în conducerea Bisericii Greciei, în toată perioada dictaturii coloneilor, sub arhiepiscopatul lui Hieronimos, care a fost un susținător al acestui regim.
În 1974 este numit Mitropolit de Demetrias, în Tesalia, la vârsta de numai 35 de ani. În 1998 a fost ales în fruntea Bisericii Ortodoxe Grecești.
Se stinge din viață în anul 2008, în urma suferințelor provocate de un cancer la ficat.

## Activitate
A reorganizat Comitetele Sinodale pentru a se implica mai mult în problemele societății. Printre ele se remarcă Comitetul Sinodal de Bioetică.  A fost un promotor al folosirii internetului în scopuri religioase.
A militat pentru dialogul între Biserica Ortodoxă Greacă și Biserica Catolică, semnificativă în acest sens fiind vizita papei Ioan Paul al II-lea la Atena.

## Cărți publicate
- „Proselyte Hellenism - the transition from Αntiquity to Christianity” (Elenismul prozelit - tranziția de la antichitate la creștinism)
- „The European Psyche” (Sufletul european)